# 東北アジア非核地帯条約
東北アジア非核兵器地帯条約（案） (英: draft Northeast Asia Nuclear-Weapons-Free Zone Treaty, NEA-NWFZ) とは、北東アジア3カ国の非核兵器化を求める非核兵器地帯条約案。2008年8月、日本の民主党核軍縮促進議員連盟が初めて公式に提案したが、それ以前の2007年から2012年度に至るまで長崎市が日本政府に推進を求める構想として『長崎平和宣言』でも提案されている
。
起草段階のため未調印かつ未発効であり、2012年5月18日、超党派の国会議員でつくる「核軍縮・不拡散議員連盟・日本 (PNND Japan: Parliamentarians for Nuclear Nonproliferation and Disarmament Japan)」が別途条約案の骨子を固めることを決めた段階にある。「北東アジア非核地帯条約」とも呼ばれる。

## 概要
大韓民国、朝鮮民主主義人民共和国、日本の3カ国（以下、「地帯内国家」）で日本の非核三原則をモデルに非核兵器地帯条約を締結し、中華人民共和国、ロシア連邦、アメリカ合衆国の周辺3カ国（以下、「近隣核兵器国」）が、地域内国家3カ国に対する核攻撃をしない「消極的な安全」を保証する議定書に参加するという方式（スリー・プラス・スリー）で、東北アジアに非核兵器地帯を創設する構想に基づく。
北朝鮮の核兵器開発もあって、日本国外務省は否定的であり、2021年時点で構想は進展していない。

## 目的
東北アジアに非核地帯を創設し先に存在する非核地帯条約とあわせ全世界の非核地帯化の促進に資すること。

## 当時国
条約案は、以下の国家群（6カ国）を条約及び附属議定書の当事国としている。

### 地域内国家
- 日本
- 韓国
- 北朝鮮

### 近隣核兵器国
- 中華人民共和国
- ロシア
- アメリカ合衆国

## 主な内容
- 「地帯内国家」に対し、東北アジア非核兵器地帯の内であるか外であるかに拠らず、核爆発装置の研究、開発、実験、製作、生産、受領、保有、貯蔵、配備、使用を禁止
- 他の国家、あるいは国家以外の集団や個人が、地帯内国家の領域内において、条約に違反する行為を行うことを禁止
- 原子爆弾投下が都市や市民に与えた被害の実相を、現在及び将来の世代に伝達することを規定
- 「近隣核兵器国」に対し、東北アジア非核兵器地帯に対する核兵器の使用ならびに使用の威嚇を禁止

## 特徴
- 域内国家の国内の他国軍事施設も対象とする。
- 日本の非核三原則の多国間での実践を義務とする。
- 被爆体験の継承と核軍縮教育の義務を定める。